# Rajon Telenești
Der Rajon Telenești ist ein Rajon in der Republik Moldau. Die Rajonshauptstadt ist Telenești.

## Geographie
Der Rajon liegt im Zentrum des Landes. Die Nachbarbezirke sind Călărași, Florești, Orhei, Rezina, Sîngerei, Șoldănești und Ungheni.

## Geschichte
Der Rajon Telenești besteht seit 2003. Bis Februar 2003 gehörte das Gebiet zum inzwischen aufgelösten Kreis Orhei (Județul Orhei).

## Bevölkerung

### Bevölkerungsentwicklung
1959 lebten im Gebiet des heutigen Rajons 61.794 Einwohner. Bis 1970 stieg die Bevölkerungszahl auf 76.349. Bis 1979 sank die Zahl der Einwohner auf 74.987 und blieb bis 1989 mit 74.417 annähernd konstant. Bis 2004 sank wie in ganz Moldau die Bevölkerungszahl des Rajons, die in jenem Jahr 70.126 betrug. 2014 lag sie bei 61.144.

### Volksgruppen
Laut der Volkszählung 2004 stellen die Moldauer mit 96,0 % die anteilsmäßig mit Abstand größte Volksgruppe, während sich landesweit 75,8 % als Moldauer bezeichneten. Die nationalen Minderheiten im Rajon Telenești bilden die Ukrainer mit 1,3 %, die Rumänen mit 1,8 % und die Russen mit 0,8 %.